# Eudissoctena
Eudissoctena é um gênero de mariposa pertencente à família Acrolophidae.